# Anders Forsberg (ishockeytränare)
Anders Forsberg, född den 26 juli 1966 i Örnsköldsvik, är en svensk idrottsledare. Han är sedan 2019 alpin tränare vid Åre skidgymnasium, men är främst känd för sina insatser inom ishockey. Han har bland annat varit huvudtränare i Skellefteå AIK och Modo Hockey, sportchef för Mora IK och Europascout för NHL-lagen Buffalo Sabres och Ottawa Senators.

## Biografi
Forsberg har en mångfacetterad karriär som idrottsledare. Han var förbundskapten för svenska landslaget i puckelpist under OS i Lillehammer 1994 och i Nagano 1998, och han har även varit långdistanstränare åt Tanzanias friidrottsförbund. 
Inom hockeyn spelade han i Örnsköldsviks SK fram till 19 års ålder, då han skiftade fokus till ledarskapet istället. 2001 blev han tränare för Hammarby IF:s juniorer, och 2003 tog han över jobbet som juniortränare i Djurgården Hockey. Han blev sedan förbundskapten för de svenska U16- och U17-landslagen i ishockey och arbetade därefter tre säsonger som Europascout för NHL-laget Ottawa Senators.
Inför säsongen 2010-11 blev Forsberg klar för uppdraget som huvudtränare i Skellefteå AIK i Elitserien, där han gjorde stor succé och förde laget till två raka SM-finaler. Forsberg ledde Skellefteå även under större delen av guldsäsongen 2012/2013, men i februari 2013 sparkades han överraskande av SAIK:s styrelse eftersom han gjort klart med en ny klubb till nästa säsong. 
Den 24 april 2013 offentliggjordes vilken klubb det var: Modo Hockey meddelade på sin hemsida att Forsberg var klar som ny tränare för klubben. Kontraktet sträckte sig ursprungligen över säsongen 2015-16, men den 4 januari 2015 meddelade Modo Hockey att de sparkade Anders Forsberg som huvudtränare. Ett halvår senare, i juli 2015, tillkännagavs att Forsberg värvats av NHL-laget Buffalo Sabres som Europachef med ansvar för scoutingverksamheten.
I januari 2018 skrev han på som sportchef för Mora IK och tillträdde den 1 juli samma år. Efter att Mora åkt ur SHL våren 2019 lämnade han föreningen, och i augusti meddelade Forsberg att han även beslutat att lämna hockeyn för att istället bli alpin tränare vid skidgymnasiet i Åre.